# 멀티캠
멀티캠(영어: Multicam)은 미국의 의류 회사인 크라이 프리시전(Crye Precision)에서 개발한 군용 의류이다. 2002년에 개발되었으며, 현재 다양한 국가들이 사용하고 있으며 주로 특수부대에서 사용된다. 정규군이 아닌 교전단체 및 반란단체와 같은 비국가단체에서도 활용되고 있다.

## 역사
멀티캠을 최초로 개발한 국가는 바로 미국이며, 크라이 프리시전(Crye Precision)에서 개발하였다.

### 미국의 OCP
미군은 기존에 사용되었던 1980~1990년대에 쓰던 우드랜드 전투복(Battle Dress Uniform, BDU), 사막 전투복(DBDU) 및 사막용 전투복(DCU)을 대체하기 위해서 다양한 시제품을 시험하였다. 그 과정에서 아미 컴뱃 유니폼(ACU)과 멀티캠이 후보에 올랐으나, 미군은 ACU를 선택하게 된다. 그러다가 2014년에 ACU를 멀티캠 계열인 OCP(Operational Camouflage Pattern)로 대체하는 결정을 하며, 2019년에 완전히 대체하게 된다. 미군의 OCP는 원래 멀티캠 군복과는 미세하게 다르다.

### 한국

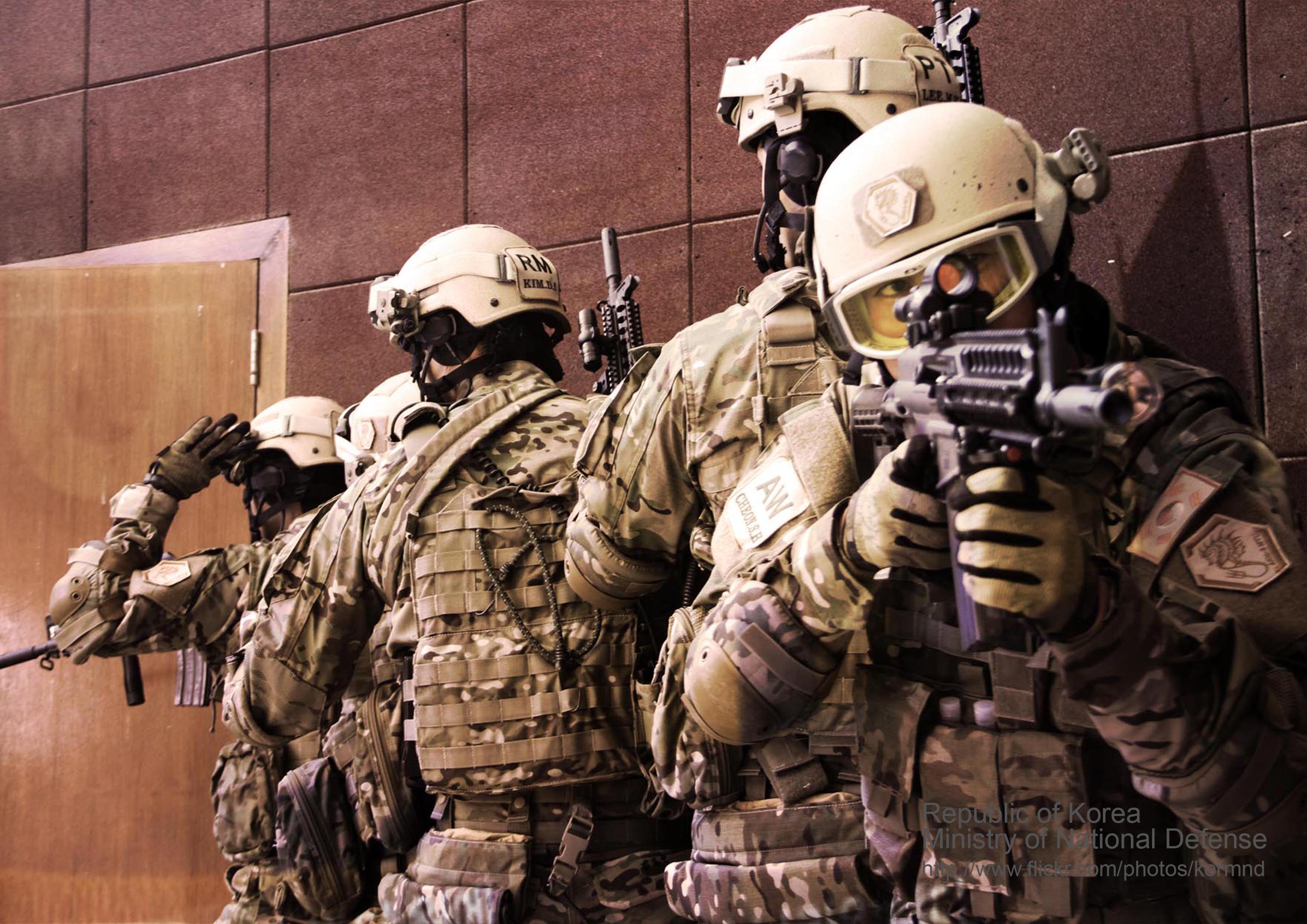
멀티캠 군복을 착용한 UDT SEAL 대원들

해군 특수전전단, 공정통제사, 제707특수임무단 등 주로 특수부대에서 착용된다. 카투사들도 착용한다.

## 사용 국가
- 한국
- 미국
- 영국
- 호주
- 뉴질랜드
- 터키
- 우크라이나
- 캐나다
- 러시아
- 폴란드

## 같이 보기
- 전투복